# (3624) Mironov
(3624) Mironov es un asteroide perteneciente al cinturón de asteroides, descubierto por Liudmila Zhuravliova junto a Liudmila Karachkina el 14 de octubre de 1982  desde el Observatorio Astrofísico de Crimea (República de Crimea).

## Designación y nombre
Designado provisionalmente como 1982 TH2. Fue nombrado Mironov en honor al actor soviético ruso Andrei Alexandrovich Mironov.